# Командний чемпіонат Європи з легкої атлетики 2027
Командний чемпіонат Європи з легкої атлетики 2027 в межах Суперліги буде проведений в Хожуві на Сілезькому стадіоні.
Дати чемпіонатів у всіх лігах та міста-господарі командних чемпіонатів в межах першої, другої та третьої ліг будуть визначені пізніше.
Про надання Хожуву права проводити змагання Суперліги було оголошено 30 травня 2021 по завершенні командного чемпіонату-2021, який приймало польське місто.